# Arhoolie Records
Arhoolie Records is een onafhankelijk Amerikaans platenlabel, dat zich richt op het uitbrengen van blues, folk, tejano, cajun en andere roots-muziek. Het werd in 1960 opgericht door Chris Strachwitz met de bedoeling om muziek van obscure down home blues-artiesten als Lightnin' Hopkins, Snooks Eaglin en Bill Gaither op te nemen en uit te brengen. Al snel kwam hij echter ook met heruitgaven van vooroorlogse blues-opnames (op het sublabel 'Blues Classics'), alsook gospel-platen, oude country-and-western, 'blanke' cajun en 'zwarte' zydeco uit Louisiana en jazz. Een sublabel voor jazz is Neatwork Records.
Artiesten die op het label (her)uitkwamen zijn onder meer Ben Webster, Big Joe Turner, Joe Robichaux, Kid Ory, Kid Thomas, Papa Celestin, Tiny Parham, Claude Williams, Smiley Winters, Sonny Simmons, Sammy Rimington, Dave Alexander, Clifton Chenier, Jesse Fuller, Earl Hooker, Big Joe Williams en Mississippi Fred McDowell.
Arhoolie Records is importeur in Amerika van het Nederlandse platenlabel PAN Records.